# Reizo Koike
Reizo Koike, född 12 december 1915 i Numazu, död 3 augusti 1998, var en japansk simmare.
Koike blev olympisk silvermedaljör på 200 meter bröstsim vid sommarspelen 1932 i Los Angeles.